# دراستامات تر-سیمونیان
دراستامات آسکانازی تر-سیمونیان (ارمنی: Դրաստամատ Ասքանազի Տեր-Սիմոնյան؛ زادهٔ ۲۸ ژوئیهٔ ۱۸۹۵ - درگذشته ۲۳ دسامبر ۱۹۳۷) یک հրապարակախոս գրականագետ روزنامه‌نگار و سیاستمدار اهل ارمنستان بود که از تاریخ ۱۹۲۱ تا تاریخ ۱۹۲۱ سمت وزیر کار و امور اجتماعی ارمنستان شوروی و از تاریخ ۱۹۲۱ تا تاریخ ۱۹۲۱ سمت وزیر ارتباطات ارمنستان شوروی را برعهده داشت.

## زندگی‌نامه
در ۲۷ ژوئیه ۱۸۹۵ در اسپیتاک به دنیا آمد و از مدرسه نرسیسیان و en:Kyiv National University of Trade and Economics فارغ‌التحصیل شد. وی همچنین برنده [[]] شده‌است. وی در ۲۳ دسامبر ۱۹۳۷ در سن سالگی در جریان پاکسازی بزرگ تیرباران شد. در سال ۱۹۵۶ از وی اعاده حیث شد.

## یادداشت
1. ↑  Զանգեզուրի արտակարգ կոմիսար
2. ↑  ՀԽՍՀ փոստ-հեռագրի ժողովրդական կոմիսարիատ, ժողկոմի նախագահ